# Charles Wright Mills
Charles Wright Mills (* 28. srpna 1916, Waco, Texas – 20. března 1962, Nyack, New York) byl americký sociolog. V konzervativně orientované poválečné době měl Mills velmi kritické názory vůči sociologické komunitě a byl proto řazen k tzv. radikální sociologii. Byl propagátorem liberalismu a kritikem vypjatého individualismu. Rozvíjel v americké sociologii povědomí o Maxi Weberovi a na konci 40. let vydal výbor z Weberových esejů Eseje pro sociologii. Pochopit provázanost biografie a historie, tj. jak mají zdánlivě individuální problémy jako nezaměstnanost nebo znásilnění společenské příčiny, podle něj umožňuje právě sociologie. Tuto schopnost nazývá sociologickou imaginací.

## Sociologická imaginace
Kniha publikovaná roku 1959 v USA, se stala 2. nejvýznamnější knihou sociologie, hned za Weberovou knihou Hospodářství a společnost. Sociologická imaginace se svým konceptem vrací k myšlence toho, že sociologie by neměla být hodnotově neutrální, ale musí se vztahovat k osobním záležitostem a problémům individuí v průběhu historie. Sociologie podle něj nemůže fungovat jako organizovaná přírodní věda, ale je potřeba probudit v sobě svou vlastní sociologickou imaginaci. Sociologickou imaginaci lze zjednodušeně vysvětlit větou "Každý si buď svým teoretikem, každý si buď svým sociologem." Součástí knihy je kritika klasiků, jako je například Talcott Parsons, kterému vytýká, že si pouze hraje s pojmy a snaží se vytvořit umělý sociologický jazyk, která nemá vůbec žádný vztah k realitě a k lidem. Mills ve svém díle převážně kritizuje, ale nenastiňuje žádný koncept toho, jak by měla sociologie vypadat, ale popisuje, jak by měl vypadat ideální sociolog:
- měl by čerpat z klasické sociologie a vzepřít se sociologickým zjištěním
- musí se sebepozměnit a dívat se na svět jinak, než ti, kteří ho vycvičili k profesním dovednostem
- být stavěn k protipólu všem jeho nepřátelům (konformismu, konzervatismu, kritikům, recenzentům a dalším)
- měl by proměnit své chápání, pohled na sebe samotného, na jeho cíl a obor

## Millsův přínos do sociologie
Ačkoliv jsou jeho myšlenky kontroverzní, jeho přínos je značný, hlavně díky konceptu sociologické imaginace, ale jeho dílo zatím nebylo systematicky rozvíjeno.

## Dílo
- 1948 The New Men of Power. New York
- 1951 White Collar. New York – pojednání o střední a vyšší třídě aneb nejodpudivější hodnoty amerického snu.
- 1956 The Power Elite. New York – o tom, jak se udržuje a reprodukuje moc.
- 1958 The Causes of World War Three. New York
- 1959 The Sociological Imagination. New York
- 1960 Images of Men. New York